# Europejska Organizacja Eksploatacji Satelitów Meteorologicznych
Europejska Organizacja Eksploatacji Satelitów Meteorologicznych (EUMETSAT) – powołana w 1983 międzynarodowa organizacja odpowiedzialna za powołanie, utrzymanie i wykorzystanie europejskich satelitarnych systemów obserwacji meteorologicznych. Organizacja nie stanowi integralnej części Unii Europejskiej.
Członkowie EUMETSAT-u
- Austria
- Belgia
- Chorwacja
- Czechy
- Dania
- Finlandia
- Francja
- Grecja
- Hiszpania
- Holandia
- Irlandia
- Luksemburg
- Łotwa
- Niemcy
- Norwegia
- Polska
- Portugalia
- Rumunia
- Słowacja
- Słowenia
- Szwajcaria
- Szwecja
- Turcja
- Węgry
- Wielka Brytania
- Włochy

Logo EUMETSAT-u

Do państw współpracujących z EUMETSAT należą: Bułgaria, Estonia, Islandia, Litwa, Serbia.
Od 5 lipca 2012 roku EUMETSAT jest członkiem Międzynarodowej Karty Przestrzeni Kosmicznej i Kataklizmów.

## Prawa i składki członkowskie

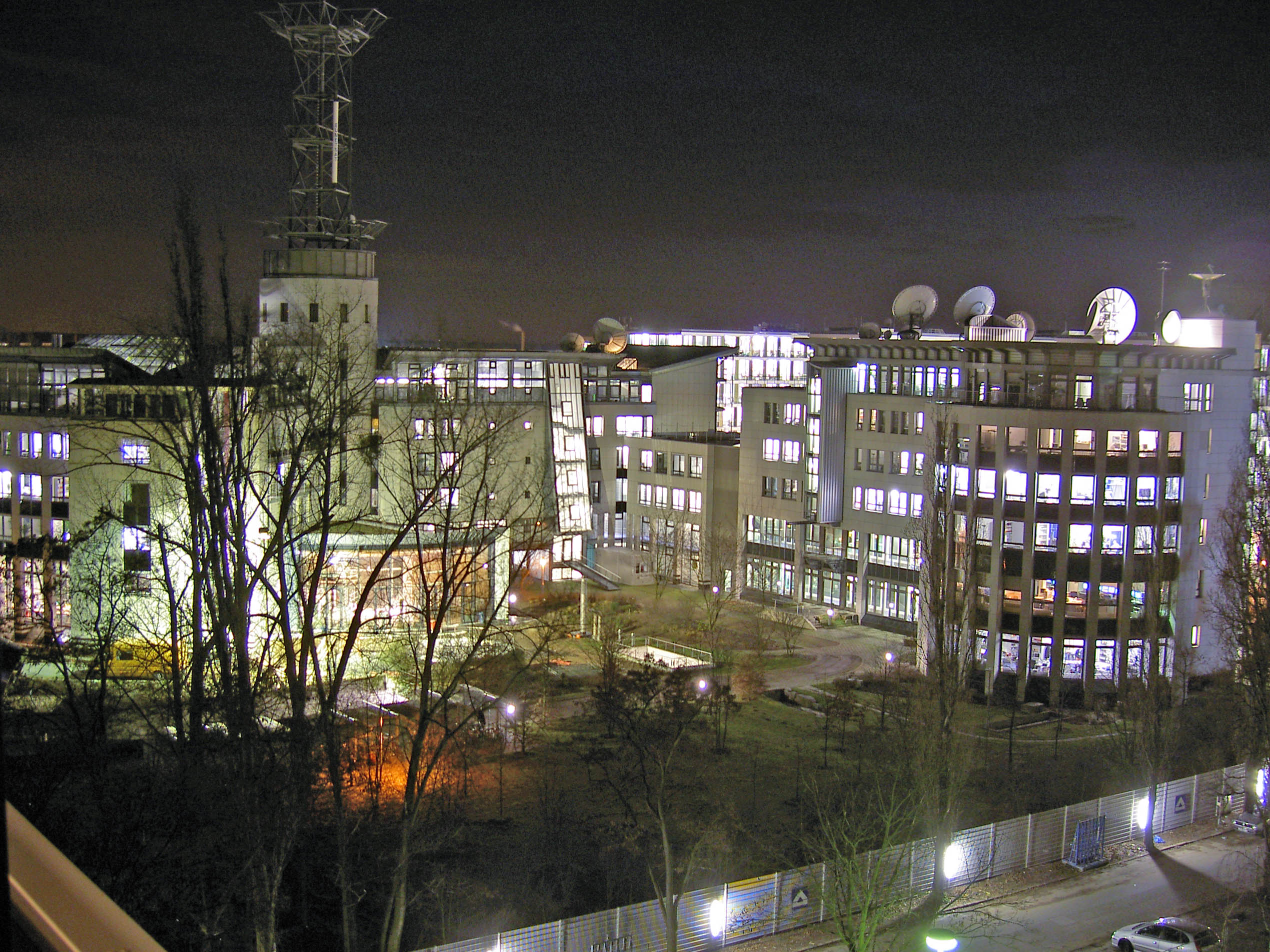
Siedziba EUMETSAT-u w Darmstadt

Pełnoprawni członkowie organizacji mają pełny, bezpłatny dostęp do obrazów, danych i innych informacji pozyskanych w wyniku działalności EUMETSAT-u. Kraje stowarzyszone płacą zredukowane opłaty za dane, ale mają do nich natychmiastowy i bezpłatny dostęp w wypadku zaistnienia klęsk żywiołowych. Pod tym samym warunkiem, kraje niebędące członkami EUMETSAT-u, a należące do WMO, mogą otrzymać potrzebne dane.
EUMETSAT udostępnia dane meteorologiczne wielu krajom na świecie, których dochód PKB per capita, według szacunków Banku Światowego, jest mniejszy od 3500 USD.
Państwa członkowskie i stowarzyszone są zobowiązane do wnoszenia opłat na statutową działalność organizacji. Składki te są proporcjonalne do produktu PKB danego kraju. Państwa stowarzyszone płacą połowę wysokości składki jaką płaciłyby będąc pełnoprawnymi członkami.
Opłata i siła głosu danego państwa może ulec zmianie, gdy zadeklaruje ono udział w dodatkowych, nie obowiązkowych działaniach podejmowanych przez EUMETSAT, np. misji Jason-2 (w której nie partycypują Austria i Polska).